# Ministero della giustizia e della sicurezza
Il Ministero della giustizia e della sicurezza (in olandese: Ministerie van Justitie en Veiligheid, JenV) è il ministero olandese responsabile per la giustizia, la reclusione e la sicurezza pubblica. Il Ministero fu creato nel 1798 come Dipartimento di Giustizia, prima che diventasse nel 1876 Ministero della Giustizia. Nel 2010 ha assunto le funzioni di pubblica sicurezza dal Ministero dell'interno e delle relazioni con il Regno ed è diventato Ministero della Giustizia e della Sicurezza. Nel 2017 il Ministero è stato rinominato Ministero della Giustizia e della Sicurezza. Il ministero dal 10 Gennaio 2022 è guidato da Dilan Yeşilgöz-Zegerius (VVD).

## Responsabilità
Il Ministero ha i compiti legali di:
- fornire una legislazione attuabile per il pubblico, il governo e le corti;
- prevenire il crimine, al fine di costruire una società più sicura;
- proteggere i giovani e i bambini;
- far rispettare la legge, al fine di costruire una società più sicura;
- fornire un'amministrazione indipendente, accessibile ed efficace della giustizia e dell'assistenza legale;
- fornire supporto alle vittime di reati;
- garantire un'applicazione equa, coerente ed efficace delle pene e di altre sanzioni;
- regolare l'immigrazione nei Paesi Bassi.

È anche responsabile del coordinamento della politica antiterrorismo.
Poiché condivide così tante responsabilità e ha due edifici (vecchi e nuovi) con il Ministero dell'interno e delle relazioni con il Regno, a volte i due dicasteri sono chiamati ministeri gemelli.

## Organizzazione
Il ministero è guidato dal ministro Ferdinand Grapperhaus (CDA) e ospita un ministro senza portafoglio Sander Dekker (VVD), che è responsabile per le politiche riguardante la protezione legale. Ha anche un segretario di Stato per gli affari migratori e di asilo, Ankie Broekers-Knol (VVD), che ha diritto al titolo di ministro all'estero. Impiega quasi 30.000 dipendenti pubblici, il ministero si trova a L'Aia e in tutta l'Olanda. La sede principale del ministero si trova nel centro de L'Aia nello stesso edificio del Ministero dell'Interno e delle Relazioni del Regno. Il servizio civile è diretto da un segretario generale e da un vice segretario generale, che dirige un sistema di tre direzioni generali:
- Direzione generale per la legislazione, gli affari internazionali e l'immigrazione
- Direzione generale per la prevenzione, la gioventù e le sanzioni
- Direzione generale per l'amministrazione della giustizia e l'applicazione della legge

Il Consiglio dei Procuratori-generale (in olandese: Raad van Procureurs-Generaal) a capo dell'Ufficio del Pubblico ministero (in olandese: Openbaar Ministerie, OM) è un'organizzazione relativamente indipendente che fa parte del sistema giudiziario e persegue persone sospettate di violare la legge.
L'Istituto forense olandese è una divisione autonoma del ministero della Giustizia, che rientra nella Direzione generale dell'Amministrazione della giustizia e dell'applicazione della legge. L'Agenzia delle istituzioni di custodia è un'agenzia del ministero.